# IC 1381
IC 1381 ist eine Spiralgalaxie mit aktivem Galaxienkern vom Hubble-Typ Sab im Sternbild Aquarius auf der Ekliptik. Sie ist schätzungsweise 416 Millionen Lichtjahre von der Milchstraße entfernt und hat einen Durchmesser von etwa 100.000 Lichtjahren.
Im selben Himmelsareal befinden sich u. a. die Galaxien NGC 7069, IC 1383, IC 1384, IC 1385.
Das Objekt wurde am 6. November 1891 von Stéphane Javelle entdeckt.